# Voer Kirke (Brønderslev Kommune)
 For alternative betydninger, se Voer Kirke. (Se også artikler, som begynder med Voer Kirke)
Voer Kirke ligger i nærheden af Voergård Slot, der er kendt for biskoppen fra Børglum kloster, Niels Stygge Krumpen.
Voer kirke ligger ca. 25 km Ø for Brønderslev i Voer Sogn er et sogn i Brønderslev Kommune (Region Nordjylland). Indtil Kommunalreformen i 2007 lå den i Dronninglund Kommune (Nordjyllands Amt), og før Kommunalreformen i 1970 lå det i Dronninglund Herred i det daværende Hjørring Amt.
Skibets flankemure stammer fra en oprindelig romansk kirke opført af granitkvadre over skråkantsokkel. Norddøren spores i murværket, syddøren er stadig i brug. I sengotisk tid blev det oprindelige kor erstattet af det nuværende langhuskor, samtidig opførtes våbenhuset. Tårnet er ifølge en sandstenstavle i tårnets murværk mod vest opført i 1579 af Otto Banner og Ingeborg Skeel, blændingsdekorationerne minder om Bispens hus på Voergård. Tårn og våbenhus blev restaureret i 1788 af Holger Reedtz-Thott. Sydkapellet har en sengotisk kerne men præges helt af ombygningen til gravkapel for Otto Banner (død 1585), som hans hustru Ingeborg Skeel (død 1604) udførte. På kirkegården ses gravsten for statsminister Erik Scavenius (død 1962). Bygningen blev hovedrestaureret i 1942-43.
Skibet har fladt bjælkeloft, som er bemalet. Korets hvælv stammer fra opførelsen af det sengotiske langhuskor. I korhvælvet ses kalkmalede anevåben for Jørgen Arenfeldt og Rigborg Lindenov. Altertavlen er en fløjaltertavle i ungrenæssance, den er stafferet i 1621 med våben for Jørgen Arenfeldt og hustru, storfeltets maleri er malet af E.A. Exner i 1777. Prædikestolen er fra slutningen af 1500-tallet, reliefferne er udført af Arnt van Darvidt, nogle af disse er nu på Nationalmuseet. Herskabsstolene har våben for Jørgen Arenfeldt og hustru.
I sydkapellet er opstillet et sandstensepitafium for Otto Banner (død 1585) og Ingeborg Skeel (død 1604). I midten ses ægteparret knæle foran en bedepult, bag ægteparret ses Korsfæstelsen. Under de knælende ses otte våben for Ingeborg Skeel (Skeel, Krabbe, Løvenbalk, Skram, Lembeck, Glob og Rotfeldt ) samt otte våben for Otto Banner (Banner, Rosenkrantz, Gjøe, Thott, Gyldenstjerne Bille og Present). På kapellets østvæg ses en mindesten over Niels Skeel (død 1561) og hans hustru Karen Krabbe samt deres søn Hans Skeel, der faldt ved Falkenberg i 1565. Indskriften siger, at Niels Skeel, Karen Krabbe og Hans Skeel hviler i Voer, men Niels Skeel er begravet i Vinderslev Kirke og Hans Skeel er begravet i Viborg Domkirke.
Den romanske døbefont af granit har fire knopper på kummen, den ene knop danner hoved til en primitiv figur, der har oprindelig været fem knopper, foden er stærkt ophugget

## Eksterne kilder og henvisninger
- Voer Kirke Arkiveret 31. januar 2011 hos  Wayback Machine hos nordenskirker.dk
- Voer Kirke hos KortTilKirken.dk